# J.R. Holder
Jairus Holder (Atlanta, Georgia, 24 de agosto de 1994) es un baloncestista estadounidense que pertenece a la plantilla de los Danang Dragons de la VBA de Vietnam. Con 1,98 metros de estatura, juega en la posición de alero.

## Trayectoria deportiva
Es un alero formado en Jacksonville Dolphins en el que jugó durante 4 temporadas y en la última temporada universitaria  promedió 17.7 puntos por juego, así como 3.5 rebotes y 1.9 asistencias. Tras no ser elegido en el Draft de la NBA de 2017, en el mes de agosto firmó su primer contrato profesional con el Leicester Riders de la British Basketball League, el primer nivel del baloncesto británico en el que jugó durante dos temporadas.
Disputaría la temporada 2019-20 en las filas del Sudbury Five de la NBL Canadá en el que juega 21 partidos y promedia 19.7 puntos por encuentro.
El 25 de mayo de 2020, se compromete con el Maccabi Ashdod B. C. de la Ligat Winner.
En septiembre de 2020, ficha para Abejas de León de la LNBP, en el baloncesto mexicano.
Después de dos temporadas jugando en Israel, Holder fue fichado por el Hebraica y Macabi de la Liga Uruguaya de Básquetbol a fines de febrero de 2022.